# Flagelloscypha orthospora
Flagelloscypha orthospora är en svampart som först beskrevs av Bourdot & Galzin, och fick sitt nu gällande namn av Berthier & Malençon 1977. Enligt Catalogue of Life ingår Flagelloscypha orthospora i släktet Flagelloscypha,  och familjen Niaceae, men enligt Dyntaxa är tillhörigheten istället släktet Flagelloscypha,  och familjen Cyphellopsidaceae. Artens status i Sverige är: Ej påträffad. Inga underarter finns listade i Catalogue of Life.